# Sambar (gastronomia)
Il Sambar o sambhar o  Sambaaru (சாம்பார் in Tamil, சாம்பாறு in Sri Lanka) è uno dei tanti piatti a base di legumi della cucina indiana. Si tratta di una ricetta Tamil, diffusa nella parte meridionale del subcontinente indiano, in Sri Lanka e negli stati indiani di Tamil Nadu, Kerala, Karnataka e Andhra Pradesh. In ognuna di queste aree sono quindi diffuse numerose varianti locali del piatto.

## Storia
Le origini di questo piatto è incerta anche se le leggende narrano che abbia avuto origine durante il XVIII secolo nello stato indiano del Tamil Nadu, nelle cucine di Shahuji I, signore maharatthi di Thanjavur. Si ritiene che Shahuji (o Shahji) avesse una predilezione per un piatto chiamato amti che aveva il kokum (Garcinia indica) come uno dei suoi principali ingredienti. In una particolare stagione, gli approvvigionamenti di kokum (importato dalle regioni da cui l'Impero maharatthi si era originariamente espanso) furono interrotti e alcuni suggerirono che i cuochi locali utilizzassero al suo posto la polpa di tamarindo. Il piatto, fatto con legumi di Caiano, verdure, spezie e la polpa di Tamarindo, fu servito a Shahji, alla sua corte e a suo cugino, Sambhaji, che era quel giorno in visita. Il piatto piacque molto e fu chiamato sambhar in onore dell'ospite del giorno, Sambhaji.

## Preparazioni ed ingredienti

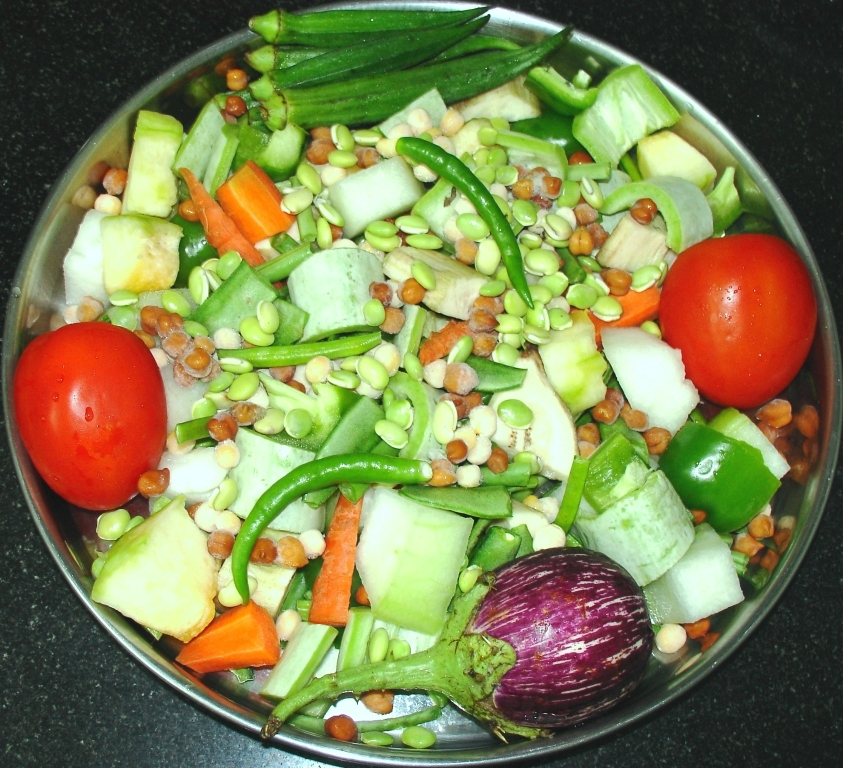
Gli ingredienti necessari alla preparazione

Si tratta di una zuppa o stufato a base di verdure, contenente in particolare
 radice di tamarindo e di legumi di Caiano (tuttavia questa pianta è conosciuta con nomi molto diversi, generalmente riportati nelle ricette: toor dal nell'India settentrionale e thuvaram paruppu in Tamil Nadu). A questi si aggiungono in generale gombo (okras), pomodori, melanzane, ravanelli, carote, zucche e scalogni (o cipolle). Tutti questi ingredienti vengono cotti fino a che il sapore non diviene omogeneo.
Il sapore del sambar dipende soprattutto dalle spezie che vengono aggiunte. Essenziale per la sua preparazione è il sambar masala o polvere sambar, una miscela di spezie indiana che si aggiunge a volte anche nei curry o al riso speziato, in genere più dolce di altre misture di spezie tipiche della cucina indiana. Contiene fieno greco, cumino, semi di coriandolo, peperoncino, foglie di curry, senape nera, peperoncino rosso essiccato, urad daal, pepe bianco, cannella. Tutte queste spezie vengono arrostite in padella e poi macinate in una polvere più sottile con aggiunta eventuale di sale. 
La polvere di sambar è normalmente disponibile al supermercato sotto molti marchi.
Nelle regioni in cui cresce la noce di cocco, ovvero Kerala, costa del Karnataka (Udupi, Mangalore) e Tamil Nadu, il sambar è fatto talvolta aggiungendo alle spezie la polvere di noce di cocco, che viene arrostita con lenticchie, cumino, fieno greco e peperoncino, e a sua volta macinata e aggiunta al brodo di tamarindo e verdure.

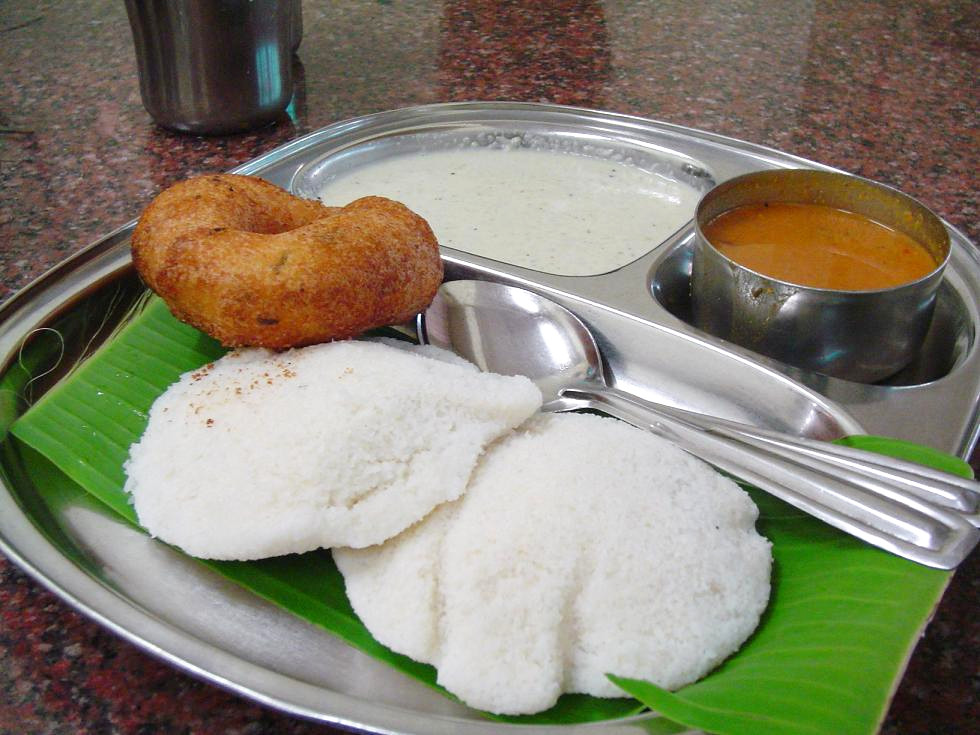
Sambar servito con vada sopra una foglia di banano, tipica colazione del sud dell'India.

## Proprietà nutrizionali
Il sambar è un piatto vegano, a basso contenuto di colesterolo e di sodio, e ricco di fibre. Ha un discreto apporto proteico.

## Consumo
Il sambar è tanto un antipasto, quanto un contorno o un piatto di portata, in tutti i pasti della giornata.
Con il sambar sono tradizionalmente serviti riso, idli (una torta a base di legumi), il papadum (una focaccia), le vadas (un tipo di ciambelle a base di legumi o patate) o i dosa (crêpes salate a base di farina lenticchie o ceci).
In tutti gli stati dell'India meridionale, vada sambar e idli sambar sono comuni per colazione e per pranzo, talvolta assieme a chutney, mentre a cena il semplice sambar talvolta viene servito come contorno. Non è infrequente che l'acquisto di vada o idili ai chioschi lungo le strade includa il sambar nel prezzo.